# Vorstenbond

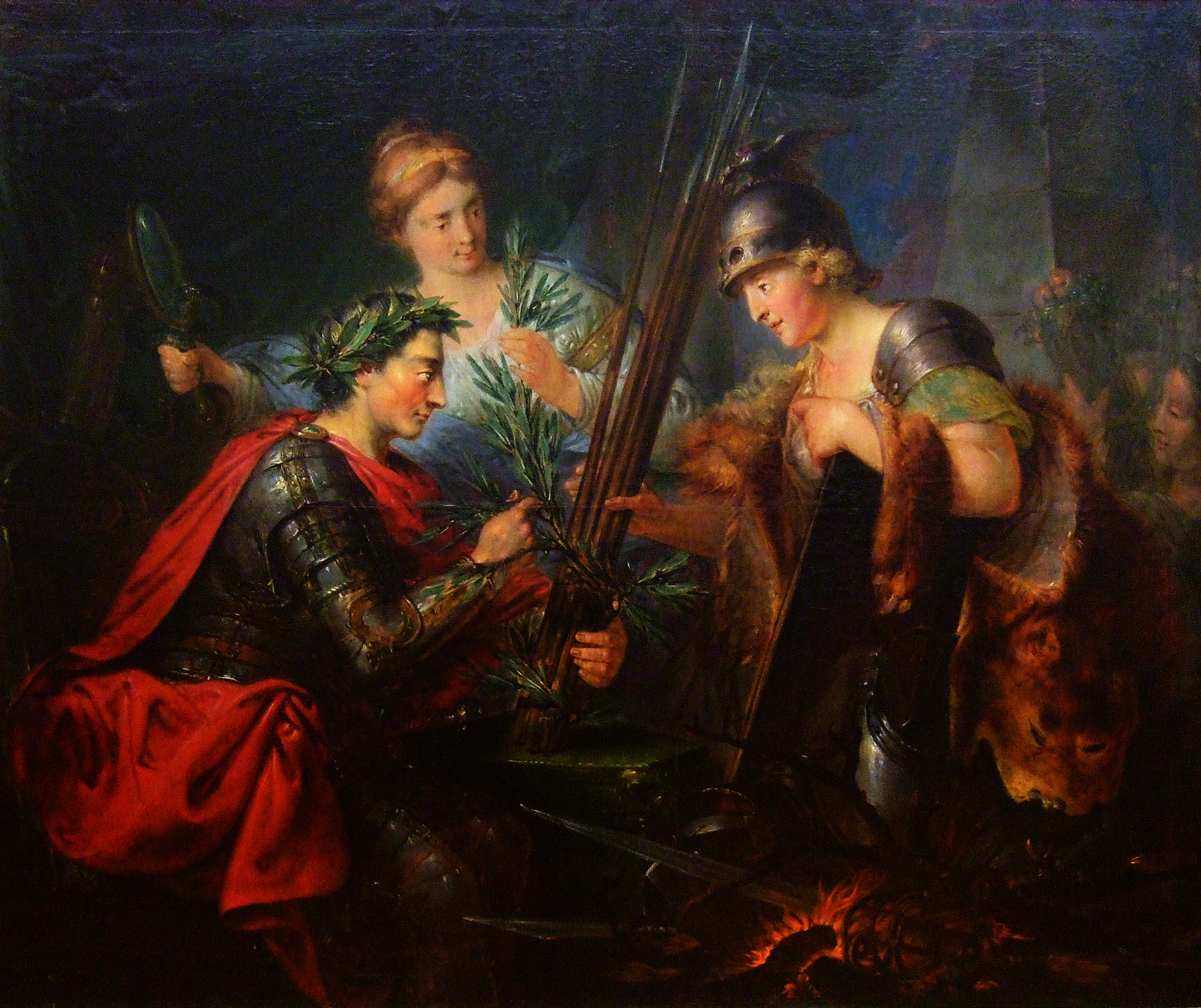
Christian Bernhardt Rode: Allegorie über Friedrich den Großen als Gründer des deutschen Fürstenbunds, 1786

De Vorstenbond (Duits: Fürstenbund) was een verbond van Duitse vorsten in het Heilige Roomse Rijk. Het werd opgericht op 23 juli 1785 onder leiding van Frederik II van Pruisen, als tegenwicht aan de Oostenrijks-Russische alliantie en om aan de ambitie van keizer Jozef II Beieren toe te voegen aan het Habsburgse rijk door een ruil met Oostenrijkse Nederlanden een einde te maken. 
Naast de koning van Pruisen, waren het keurvorst van Saksen, de keurvorst van Hannover, en veertien andere Duitse vorsten de lid van de Fürstenbund: zoals van Saksen-Gotha-Altenburg, Saksen-Weimar, Saksen-Gotha-Altenburg, Saksen-Weimar-Eisenach, Keur-Mainz, Brunswijk-Wolfenbüttel, Hessen-Kassel, Hessen-Darmstadt, Zweibrücken, Mecklenburg, Baden (land), Anhalt-Dessau, Anhalt-Bernburg en Brandenburg-Ansbach.
Toen Jozef stierf in 1790, is de Fürstenbund ontbonden.